# Sturmtruppen
Sturmtruppen er en tegneserie skabt af italieneren Bonvi (Franco Bonvicini) i 1968 til hans død i 1995.

## Plot
Den vekselvis humoristiske og morbide serie handler om en flok tyske soldater på Østfronten under 2. verdenskrig. Anført af Hauptman og Feldwebel må de arme soldater Franz, Fritz, Otto og de andre trodse fjendtlige angreb, naturens luner, egne specialtroppers uduelighed og deres italienske allierede Schussolini for i det mindste blot at overleve frem- og tilbagetogene og livet i skyttegravene.

## Figurer
De gennemgående figurer er de menige soldater, der er kompakte af udseende og i øvrigt omtrent ens. Typisk kaldes de Franz, Fritz, Otto eller lignende eller er blot anonyme. Faste figurer kan man ikke tale om blandt de menige. Det er til gengæld følgende:
- Feldwebel (Sergenten) er den klassiske tegneseriesergent, en sadistisk, brutal veteran fuldt integreret i det militære system med vægt på pligt og disciplin. Hans realitetsfornemmelse halter en del, så de menige må ofte tjene som kanonføde eller ofre for hans uortodokse metoder.
- Hauptman (Kaptajnen) er lederen på stedet. Næsten uanset hvor sindssyg, bizar eller mærkværdig situationen er, er han kølig og rationel. Men også han er fast forankret i det militære system som officeren, der ikke kerer sig om soldaterne.
- Feltlægen (Mediken Militaren) er en karriereofficer i lægekorpset. Han eksperimenter gerne med tvivlsomme ting som usynlighedseleksirer og "revolutionerende" medicinske fremgangsmåder på bekostning af de arme soldater og de andre officerer.
- Den italienske allierede Schussolini (Il Fiero Alleaten Galeazzo Musolesi) er trods navnet ikke meget bevendt som allieret. Han er uærlig og krysteragtig og prøver altid at stjæle fra sine allierede eller tjene på dem, så længe han selv kan slippe let.
- Feltkokken (Kuoken Militaren) har til opgave at lave mad, men som tegneseriekokke flest får han som oftest kun kritik for det. Tvunget af omstændighederne er hans mad ofte særdeles tvivlsom eller af en karakter, almindelige mennesker ikke ville røre.
- Specialtropper optræder af og til. Men uanset om det er rekognosceringstropperne, pigtrådskompagniet eller samaritter, er de aldeles uduelige og som regel til mere gene end gavn.
- Fjendtlige soldater ses aldrig, men deres artilleriild og tanks understreger jævnligt den ubarmhjertige virkelighed, seriens personer befinder sig i.

## Baggrund
Sturmtruppen bærer præg af kritik af krig og absurditeten i det militære bureaukrati og mentalitet men også mere nutidige problemstillinger som klasseinddeling og tv's dominans. Og selv om hovedpersonerne er tyskere, der er parodieret i både sprog og stereotyper, så slipper Bonvis landsmænd heller ikke. Den såkaldte italienske allierede Schussolini er klart en parodi på den italienske hærs inkompetence under 2. verdenskrig.
Men selv om Bonvi var pacifist, var han også fascineret af krig. Han havde en encyklopædisk viden om den tyske værnemagts uniformer, våben og udstyr, som han med stor omhu gengav i serien. Våben og udstyr i serien er virkelige, ligesom uniformerne er nøje gengivet bortset fra nogle forenklinger.

## Danske udgivelser
På dansk gik serien en overgang i Basserne og er desuden udkommet i albumform. I begge tilfælde har man fraklippet øverste halvdel af originalens tolagsstriber, så de danske læsere må nøjes med pointen.
En anden ændring er sproget. I originalen er der typisk tilføjet -en til de fleste italienske ord, eller q er udskiftet med k og v med f for at give det karakter af tysklydende italiensk. Den danske oversætter har blandet tyske ord i teksten.

### Danske album
1. Sturmtruppen går til angreb
2. Sturmtruppen overgiver sig aldrig

## Andre udgivelser
Sturmtruppens succes gav anledning til to film. Den første, Sturmtruppen, kom i 1976 og havde Bonvi som medforfatter og var instrueret af Salvatore Samperi. Sturmtruppen II fulgte i 1982 med samme instruktør. Bonvi havde selv en lille rolle som tysk officer.
16. august 2006 forlød det, at Miramax havde planer om en ny film, men hvem, det vil involvere, er uvist.
En videospil Sturmtruppen: The Videogame til Amiga blev lanceret af italienske iDea i 1992.